# Festividad PerúBA

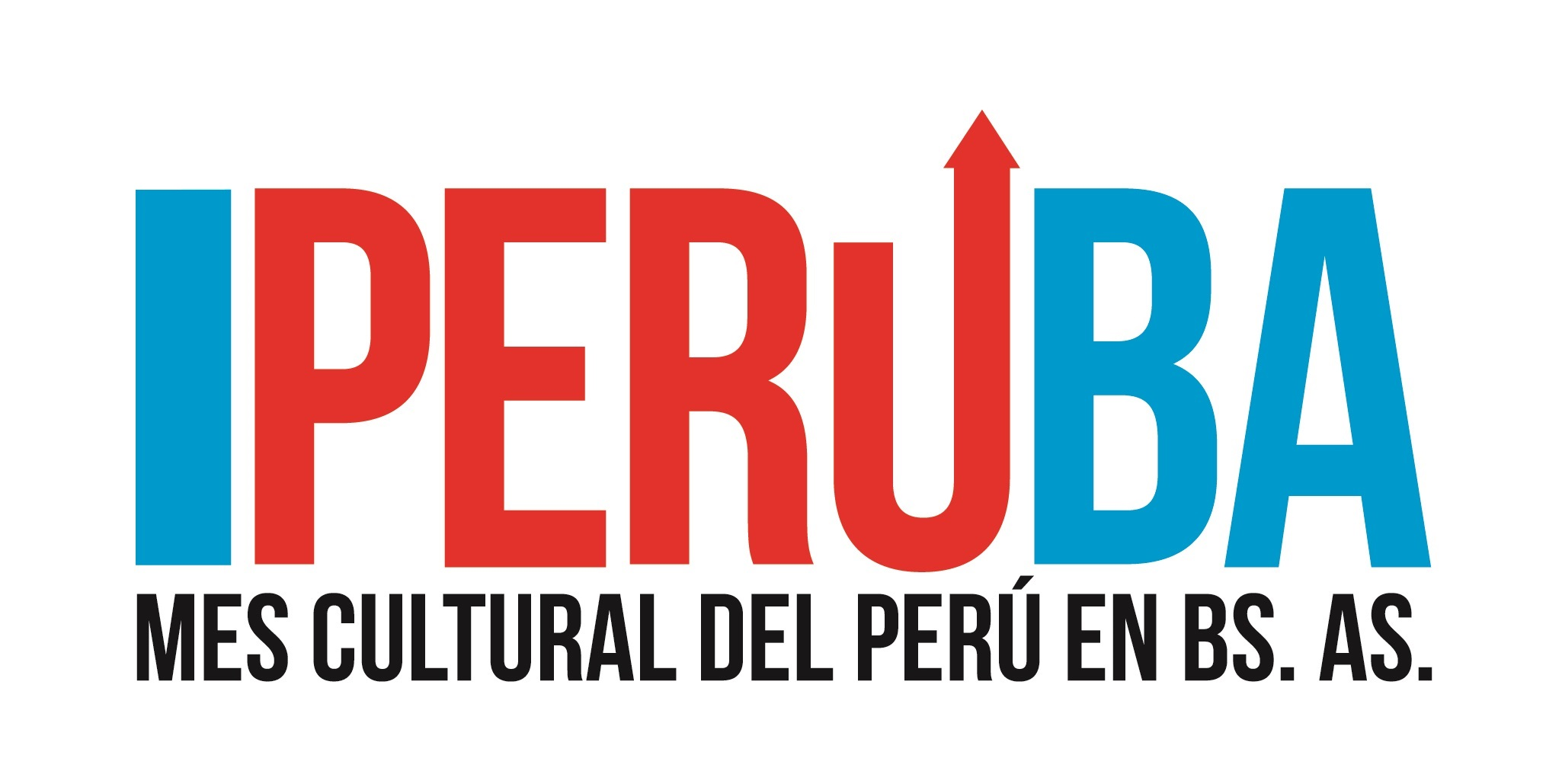
logotipo de la festividad

PerúBA (también llamada: "Buenos Aires celebra a Perú") es una festividad iniciada en el año 2006 por la embajada de Perú junto con el gobierno de Buenos Aires y que se ha realizado de ahí en adelante, de año en año en Buenos Aires Argentina, y que comprende una serie de actividades que coinciden con las fiestas patrias nacionales del Perú.
La festividad lleva a cabo diversas actividades culturales y artísticas entre las que se encuentran conferencias académicas, exposiciones de arte, proyecciones cinematográficas, presentaciones de música, danzas y gastronomía típicas del Perú.
Cuenta también con la colaboración de instituciones culturales públicas y privadas, y el invalorable apoyo de la comunidad peruana, siendo el día central el domingo 31 de julio con la ya tradicional feria del “Día de la Peruanidad” que reúne a más de 50 mil personas a los pies del Obelisco Porteño.